# 謝岐
謝岐（？—561年），會稽山陰人，南梁、南陳官员。
謝岐的父親謝達是南梁的太學博士。他年少機警而好學，在南梁獲得人們稱讚，擔任尚書金部郎，山陰縣令。侯景之亂，他流落東陽；侯景平定後依附張彪。張彪在吳郡及會稽郡時將各種政務都交托他處理，每次出征都讓他留守郡內知後事。張彪敗亡，陳霸先起用謝岐參與國家大事，兼尚書右丞。當時經常興兵，缺少糧食，謝岐料理得宜，獲得重用。南陳永定元年（557年），朝廷授官給事黃門侍郎、中書舍人，仍然為尚書右丞。天嘉二年（561年）他去世，贈通直散騎常侍。

## 引用
1. 1 2  《陳書·卷十六·列傳第十》：謝岐，會稽山陰人也。父達，梁太學博士。
2. 1 2  《南史·卷六十八·列傳第五十八》：謝岐，會稽山陰人也。父達，梁太學博士。
3. ↑  《陳書·卷十六·列傳第十》：岐少機警，好學，見稱於梁世。為尚書金部郎，山陰令。侯景亂，岐流寓東陽。景平，依于張彪。彪在吳郡及會稽，庶事一以委之。彪每征討，恆留岐監郡，知後事。彪敗，高祖引岐參預機密，以為兼尚書右丞。時軍旅屢興，糧儲多闕，岐所在幹理，深被知遇。永定元年，為給事黃門侍郎、中書舍人，兼右丞如故。天嘉二年卒，贈通直散騎常侍。
4. ↑  《南史·卷六十八·列傳第五十八》：岐少機警，好學，仕梁為山陰令。侯景亂，流寓東陽。景平，依于張彪。彪在吳郡及會稽，庶事委之。彪每征討，恒留岐監郡知後事。彪敗，陳武帝引參機密，為兼尚書右丞。時軍旅屢興，糧儲多闕，岐所在幹理，深被知遇。永定元年，為給事黃門侍郎、中書舍人，兼右丞如故。天嘉二年卒，贈通直散騎常侍。

## 延伸阅读
[在维基数据编辑]
 《陳書·卷16》，出自姚思廉《陳書》
 《南史/卷68》，出自李延壽《南史》